# Ransom Halloway

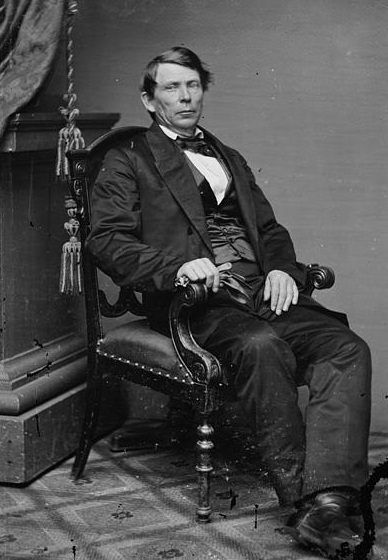
Ransom Halloway

Ransom Halloway (* um 1793 in Beekman, New York; † 6. April 1851 in Mount Pleasant, New York) war ein US-amerikanischer Politiker. Zwischen 1849 und 1851 vertrat er den Bundesstaat New York im US-Repräsentantenhaus.

## Werdegang
Ransom Halloway wurde zum Ende des 18. Jahrhunderts in Beekman geboren. Er ging einer Beschäftigung in der Landwirtschaft nach. 1818 war er Zahlmeister in einer Brigade der Nationalgarde von New York. Politisch gehörte er der Whig Party an. Bei den Kongresswahlen des Jahres 1848 wurde er im achten Wahlbezirk von New York in das US-Repräsentantenhaus in Washington, D.C. gewählt, wo er am 4. März 1849 die Nachfolge von Cornelius Warren antrat. Er schied nach dem 3. März 1851 aus dem Kongress aus. Am 6. April 1851 starb er in Mount Pleasant.